# Il tuffatore (film)
Il tuffatore è un cortometraggio del 1997 scritto e diretto da Stefano Tummolini.

## Riconoscimenti
- Menzione speciale per la sceneggiatura al festival Cortocinema di Roma.
- Candidato al Globo d'oro della Stampa Estera in Italia come miglior cortometraggio.